# Estação Côte-Sainte-Catherine
A Estação Côte-Sainte-Catherine é uma das estações do Metrô de Montreal, situada em Montreal, entre a Estação Plamondon e a Estação Snowdon. Faz parte da Linha Laranja.
Foi inaugurada em 04 de janeiro de 1982. Localiza-se na Estrada de la Côte-Sainte-Catherine. Atende o distrito de Côte-des-Neiges–Notre-Dame-de-Grâce.